# Nan Hua

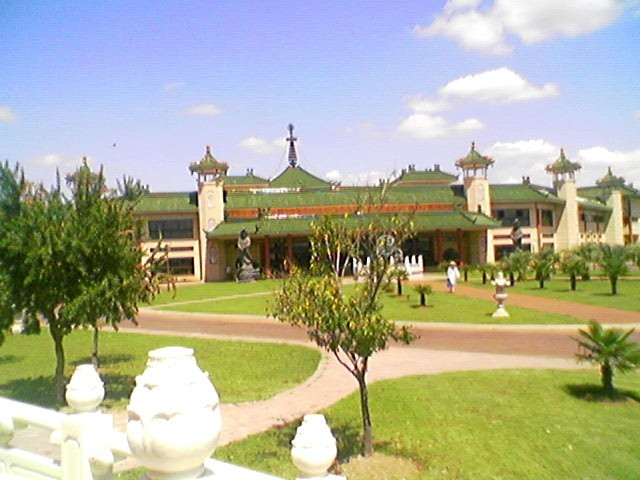
Seminario, casa de huéspedes y oficinas administrativas de Nan Hua

El Templo de Nan Hua (南華寺,  Nanhua Si ) es el templo budista y seminario más grande de África, y está situado en el Parque de la Cultura suburbio de  Bronkhorstspruit, Sudáfrica. Es la sede africana de la Orden  Fo Guang Shan  (Montaña de la Luz de Buda), que cubre más de 600 acres (2,4 km²). Fo Guang Shan fue establecido en 1967 por venerable maestro Hsing Yun, y es una orden Mahayana  chino budista monaquismo. El Templo, como su orden madre en Taiwán, sigue la  Linji escuela de budismo Chan, así como la escuela Tierra pura.

## Historia
El templo puede remontarse al 8 de marzo de 1992, cuando el Ayuntamiento de Bronkhorstspruit, bajo su director ejecutivo y antiguo ministro de religión, el Dr. Hennie Senekal, que había visitado Taiwán anteriormente para promover oportunidades de inversión en su ciudad, donó seis hectáreas de tierra a la orden budista Fo Guang Shan para un complejo cultural y educativo del budismo chino.
El Comité de Asuntos Religiosos de Fo Guang Shan envió posteriormente al Venerable Hui Li para que fuera el abad fundador del templo, cuyo objetivo principal es promover el budismo en el continente africano. La construcción comenzó en octubre de 1992; el costo final del complejo del templo fue de sesenta millones rand sudafricano.
Desde entonces, el Templo en sí, así como el Templo Budista Nan Hua Casa de huéspedes, el Seminario Budista Africano (ABS), el Pueblo Nan Hua, el Salón de Asambleas y un  Pureland  Chan  centro de retiro se ha construido. El templo budista de Nan Hua ha abierto sucursales en otras ciudades de Sudáfrica, en Johannesburgo, Bloemfontein, Newcastle, Durban y Ciudad del Cabo. También son muy activos en programas comunitarios, de caridad, culturales y de extensión carcelaria.
El templo principal fue inaugurado oficialmente en 2005 por el séptimo y (entonces) abad principal mundial, muy venerable Hsin Pei.

## Centro de retiro Pureland Ch'an
El Templo también tiene un centro de retiro especializado en Pureland meditación que se encuentra aproximadamente a un kilómetro y medio de distancia. Actualmente (2007) está bajo la dirección del Ch'an Maestro Hui Re. El centro de meditación está abierto a todas las personas —tanto monásticos como laicos— y no discrimina por motivos de religión, nacionalidad, sexo o cualquier otro factor. Se llevan a cabo retiros para principiantes, intermedios y avanzados Ch'an & Pureland, que incluyen una dieta  orgánica, vegetariana. El centro incluye una gran sala de meditación, una residencia monástica y residencias para los practicantes de meditación.

## Abades y abadesas
Los abad sy abadess es de Nan Hua desde sus inicios han sido:
- 1992-2002: Ven. Hui Li (慧 禮 法師)
- 2001-2003: Ven. Man Ya (滿 亞 法師)
- 2003-2006: Ven. Hui Fang (慧 昉 法師) (1.er término)
- 2006-2008: Ven. Yi Chun (依 淳 法師)
- 2008-presente: Ven. Hui Fang (慧 昉 法師) (segundo término)

## Explosión de bomba
El 30 de octubre de 2002, la Boeremag, una militante afrikáner de derecha plantó una bomba en el sótano del templo. Dos miembros del personal resultaron levemente heridos cuando el detonador se disparó prematuramente. En ese momento, un portavoz del Servicio de Policía de Sudáfrica declaró que la explosión podría haber matado y herido a decenas de personas si el detonador no hubiera dejado de disparar los explosivos. Aproximadamente 150 devotos de Sudáfrica, Australia, Taiwán, Malasia y los Estados Unidos asistían a ceremonias en el templo principal en el tiempo y una treintena de trabajadores de la construcción también estaban cerca. Los políticos sudafricanos de todo el espectro político condenaron las explosiones.